# Alien Theory
 (septembre 2015).
Si vous disposez d'ouvrages ou d'articles de référence ou si vous connaissez des sites web de qualité traitant du thème abordé ici, merci de compléter l'article en donnant les références utiles à sa vérifiabilité et en les liant à la section « Notes et références ».
Alien Theory (Ancient Aliens), ou Nos ancêtres les extraterrestres au Québec, est une série documentaire pseudo-scientifique américaine centrée sur la théorie des anciens astronautes, diffusée depuis le 8 mars 2009 sur la chaîne History Channel.
En France, l'émission est diffusée depuis janvier 2013 sur RMC Découverte. Depuis l'été 2016, Alien Theory est diffusé sur la chaine de télévision française RMC Story. Au Québec, elle est diffusée sur Historia. En Belgique francophone, l'émission est diffusée sur ABXplore.

## Description
La série traite de la théorie des anciens astronautes en examinant des textes vieux de plusieurs millénaires : iconographie des religions, hiéroglyphes, pétroglyphes, pyramides et autres sites mégalithiques. Elle s'interroge sur l'utilisation de pierres pouvant peser plusieurs centaines de tonnes qu'on aurait bien du mal à déplacer aujourd'hui encore. D'autant plus que parfois ces énormes blocs proviennent de carrières lointaines pouvant être situées parfois à plus de 1000 km (comme le granit rouge à l'intérieur de la pyramide de Khéops qui provient d'Assouan par exemple).
Ces faits sont la pierre angulaire de la théorie et la série aime aller s'intéresser à tous ces endroits de par le monde et aux mythes qui y sont liés. Ils sont présentés comme étant la preuve d'un contact entre l'être humain et des êtres venus d'autres planètes dans le passé.
La série essaye de démontrer qu'un contact a bel et bien eu lieu sur tous les continents en observant les constructions et les mythes fondateurs de ces cultures.
Plus récemment, la série s'est parfois intéressée à l'ère moderne avec des sujets comme les ovnis notamment au travers de données radar, de vidéos en images réelles et en infrarouges provenant d'opérations militaires confirmées par le Pentagone.
La série s'appuie sur des entretiens avec des membres de divers gouvernements, des militaires ou des experts scientifiques.

## Émissions
| Saisons | Nombre d'épisodes | Date de diffusion (aux États-Unis) | Date de diffusion (aux États-Unis) | Date de diffusion (En France) | Date de diffusion (En France) | Date de sortie des DVD | Date de sortie des DVD |
| ------- | ----------------- | ---------------------------------- | ---------------------------------- | ----------------------------- | ----------------------------- | ---------------------- | ---------------------- |
| Pilote  | 1                 | 3 octobre 2004                     | 3 octobre 2004                     | NC                            | NC                            | NC                     | NC                     |
| 01      | 5                 | 20 avril 2010                      | 25 mai 2010                        | NC                            | NC                            | NC                     | NC                     |
| 02      | 10                | 28 octobre 2010                    | 30 décembre 2010                   | NC                            | NC                            | NC                     | NC                     |
| 03      | 16                | 28 juillet 2011                    | 23 novembre 2011                   | NC                            | NC                            | NC                     | NC                     |
| 04      | 10                | 17 février 2012                    | 4 mai 2012                         | NC                            | NC                            | NC                     | NC                     |
| 05      | 12                | 21 décembre 2012                   | 19 avril 2013                      | NC                            | NC                            | NC                     | NC                     |
| 06      | 11                | 30 septembre 2013                  | 13 décembre 2013                   | NC                            | NC                            | NC                     | NC                     |
| 07      | 8                 | 24 janvier 2014                    | 11 mai 2014                        | NC                            | NC                            | NC                     | NC                     |
| 08      | 9                 | 13 juin 2014                       | 22 août 2014                       | NC                            | NC                            | NC                     | NC                     |
| 09      | 12                | 31 octobre 2014                    | 24 juillet 2015                    | NC                            | NC                            | NC                     | NC                     |
| 10      | 10                | 24 juillet 2015                    | 9 octobre 2015                     | NC                            | NC                            | NC                     | NC                     |
| 11      | 15                | 6 mai 2016                         | 2 septembre 2016                   | NC                            | NC                            | NC                     | NC                     |
| 12      | 16                | 28 avril 2017                      | 15 septembre 2017                  | NC                            | NC                            | NC                     | NC                     |
| 13      | 15                | 27 avril 2018                      | 7 janvier 2019                     | NC                            | NC                            | NC                     | NC                     |
| 14      | 22                | 31 mai 2019                        | 29 novembre 2019                   | NC                            | NC                            | NC                     | NC                     |
| 15      | 12                | 24 janvier 2020                    | 18 avril 2020                      | NC                            | NC                            | NC                     | NC                     |
| 16      | 14                | 13 novembre 2020                   | 12 mars 2021                       | NC                            | NC                            | NC                     | NC                     |
| 17      | 7                 | 6 aout 2021                        | 8 octobre 2021                     | NC                            | NC                            | NC                     | NC                     |
| 18      | 20                | 7 janvier 2022                     | 16 septembre 2022                  | NC                            | NC                            | NC                     | NC                     |
| 19      | 20                | 6 janvier 2023                     | 15 septembre 2023                  | NC                            | NC                            | NC                     | NC                     |

## Épisodes

### Pilote (2009)
| № | #  | Titre                                              | Première diffusion |
| --- | -- | -------------------------------------------------- | ------------------ |
| 00 | 00 | Titre français inconnu - Chariots, Gods and Beyond | 8 mars 2009        |
| Erich von Däniken, auteur de cette série, présente dans ce pilote sa théorie sur les extraterrestres. Il pense que des êtres venus d'un autre monde et ayant un niveau de civilisation avancé sont venus sur terre rencontrer les humains primitifs pour leur donner la connaissance du système solaire, les concepts de l'ingénierie et des mathématiques et ce qui est devenu le fondement des religions et cultures de l'humanité. Erich von Däniken prétend que des monuments anciens comme les lignes de Nazca, les pyramides de Gizeh et les statues Moaï de l'île de Pâques, attestent cette théorie. |    |                                                    |                    |

### Saison 01 (2010)
| № | #  | Titre                                             | Première diffusion |
| --- | -- | ------------------------------------------------- | ------------------ |
| 01 | 01 | Les Preuves, Lumière sur la vérité - The Evidence | 20 avril 2010      |
| Des extra-terrestres nous auraient-ils donné les moyens de fabriquer des objets sophistiqués ? On peut lire dans de nombreux textes anciens l'existence d'objets incroyables. Par exemple des textes sanskrits datant de plus de 6000 ans av. J.-C. parlent de machines volantes, ou des hiéroglyphes égyptiens montrant comment tailler les pierres avec précision ! Sans parler de nombreux passages dans le Zohar parlant de machines capables de sauver des vies. Tous ces objets ont-ils pu être inventés par l'Homme seul ? |    |                                                   |                    |
| 02 | 02 | Les Visiteurs - The Visitors                      | 27 avril 2010      |
| Les extra-terrestres sont-ils venus sur Terre ? Entre croyances anciennes et preuves historiques cet épisode essaie de percer le mystère d'une éventuelle rencontre entre les êtres humains et une civilisation venue d'ailleurs. |    |                                                   |                    |
| 03 | 03 | La Mission - The Mission                          | 4 mai 2010         |
| Des preuves démontrant qu'une civilisation extra-terrestre serait venue sur Terre sont de plus en plus nombreuses. À commencer par les mystérieuses tablettes sumériennes... |    |                                                   |                    |
| 04 | 04 | La Rencontre - Closer Encounters                  | 18 mai 2010        |
| Il y a eu au Moyen Âge de nombreuses observations d'objets volants non identifiés. Christophe Colomb raconte avoir vu d'étranges lumières dans le ciel lors de son premier voyage vers l'Amérique. Plusieurs objets d'art en forme de disque flottant dans le ciel ont été réalisés sur des œuvres d'art il y a plusieurs centaines d'années. Même le Président des États-Unis Thomas Jefferson a vu des objets étranges ! Ces témoignages du passé sont-ils des preuves de l'existence des extraterrestres ? Y a-t-il eu des rencontres du 3e type ? Cet épisode nous parle de la peste noire au Moyen Âge ou encore du lien existant entre Noé et le déluge avec le bunker du Svalbard gardant des graines de tous les végétaux. |    |                                                   |                    |
| 05 | 05 | Le Retour - The Return                            | 25 mai 2010        |
| Des extraterrestres ont peut-être contacté des humains pendant le xxe siècle. |    |                                                   |                    |

### Saison 02 (2010)
| № | #  | Titre                                                                         | Première diffusion |
| --- | -- | ----------------------------------------------------------------------------- | ------------------ |
| 06 | 01 | Les Portails de l'univers - Mysterious Places                                 | 28 octobre 2010    |
| Il existe des «points chauds» de l'activité d'ovnis sur la Terre, comme le Triangle des Bermudes; la Zone du Silence au nord du Mexique qui est un endroit perturbant naturellement les signaux radio; la structure de type portail au Pérou, Aramu Muru, et les curieuses formations rocheuses du plateau de Marcahuasi près de Lima. |    |                                                                               |                    |
| 07 | 02 | Dieux sous influences - Gods & Aliens                                         | 4 novembre 2010    |
| Différentes civilisations éloignées les unes des autres partagent, à travers leurs mythes et religions, un projet commun qui suggère une visite extraterrestre. L'épisode montre également comment ces histoires ont des interactions entre l'homme et la divinité, le transfert des nouvelles connaissances et technologies, ainsi que l'union de femmes humaines avec des extraterrestres pour créer des demi-dieux, sont en fait une métaphore de la création d'une nouvelle race hybride.                                                                           |    |                                                                               |                    |
| 08 | 03 | Les Cités englouties - Underwater Worlds                                      | 11 novembre 2010   |
| Différentes structures sous-marines et ruines réparties sur toute la planète pourraient avoir été utilisées par des créatures extra-terrestres, comme les ruines du temple qui se trouve au bas du lac Titicaca au Pérou, les structures géométriques de Yonaguni au large de la côte du Japon. D'anciens textes indiens semblent décrire d'autres civilisations encore submergées et non-découvertes à ce jour. |    |                                                                               |                    |
| 09 | 04 | Les Mondes souterrains - Underground Aliens                                   | 18 novembre 2010   |
| Certaines zones souterraines pourraient avoir été utilisées comme cachettes par des extraterrestres, comme la carrière perdue en Équateur où on rapporte que des tablettes métalliques contenant des informations d'origine extraterrestre ont été découvertes, la ville souterraine de Derinkuyu en Turquie, les légendes des Indiens d'Amérique qui se réfèrent à des créatures qui vivent sous terre, les entrées d'une base militaire secrète américaine, la Dulce Base, qu'on dit avoir été construite avec l'aide des extraterrestres à Dulce au Nouveau-Mexique. |    |                                                                               |                    |
| 10 | 05 | Les Mystères du IIIe Reich - Aliens and the Third Reich                       | 25 novembre 2010   |
| L'Allemagne nazie aurait fait usage de la technologie extraterrestre pour construire de machines volantes comme le Haunebu qui auraient déclenché, au lendemain de la Seconde Guerre mondiale, le programme Apollo aux États-Unis. |    |                                                                               |                    |
| 11 | 06 | Les Premiers Scientifiques ou La technologie au service du temps - Alien Tech | 2 décembre 2010    |
| L'épisode raconte l'histoire que les anciens avaient une technologie de pointe qui leur avait été donnée par les visiteurs extraterrestres, grâce à laquelle ils ont construit divers bâtiments comme les pyramides et les différents sites archéologiques, ainsi que diverses armes avancées. |    |                                                                               |                    |
| 12 | 07 | L'Esprit des anges - Angels and Aliens                                        | 9 décembre 2010    |
| L'épisode relate les mythes de diverses créatures humanoïdes ailées ou « anges » qui peuvent provenir de la vision primitive des extraterrestres. L'épisode est aussi l'occasion de voir comment ceux-ci sont présents dans diverses croyances religieuses et si les anges sont des êtres venus de lointaines planètes. |    |                                                                               |                    |
| 13 | 08 | Les Édifices de l'étrange - Unexplained Structures                            | 16 décembre 2010   |
| L'épisode essaie de trouver l'explication de toutes les structures primitives mystérieuses sur Terre : la masse incroyable de Göbekli Tepe en Turquie, la construction minutieuse de Sacsayhuaman construite par les Incas et placée au centre du Pérou, les mystérieux alignements de Carnac en France et le Zorats Karer en Arménie, en supposant que ceux-ci seraient réalisées grâce aux extraterrestres. |    |                                                                               |                    |
| 14 | 09 | La Domination climatique - Alien Devastations                                 | 23 décembre 2010   |
| L'épisode suggère que les extraterrestres auraient causé diverses catastrophes et guerres pour contrôler les humains. Il parle ensuite de la présence probable de vaisseaux extraterrestres au moment des plus célèbres catastrophes de l'histoire de la Terre. |    |                                                                               |                    |
| 15 | 10 | Rencontre avec l'inconnu - Alien Contacts                                     | 30 décembre 2010   |
| L'épisode raconte que des entités extraterrestres sont arrivées sur notre planète et auraient eu une incidence sur la vie de personnages célèbres tels que Moïse ou Jeanne d'Arc. Ils donneraient aussi la clef des prophéties de l'humanité. |    |                                                                               |                    |

### Saison 03 (2011)
| № | #  | Titre                                                                | Première diffusion |
| --- | -- | -------------------------------------------------------------------- | ------------------ |
| 16 | 01 | La Face cachée du Far West - Aliens and the Old West                 | 28 juillet 2011    |
| L'épisode explore les différentes histoires d'ovnis survenues au Far West ; à commencer par l'hypothèse du crash d'OVNI à Aurora (Texas) en 1897. Il évoque ensuite l'histoire de plusieurs légendes nativoaméricanes très étranges comme le Serpent Mound, près du comté d'Adams dans l'Ohio ou bien l'histoire incroyable de l'Oiseau-tonnerre qui émergeait du Lac Elizabeth en Californie. |    |                                                                      |                    |
| 17 | 02 | Les Monstres mythiques - Aliens and Monsters                         | 4 août 2011        |
| L'épisode parle de la façon dont les anciens extraterrestres auraient manipulé génétiquement l'homme en donnant naissance à des monstres. On retrace et tente d'expliquer avec l'aide de la technologie et de la médecine actuelle la forme de l'oiseau Garuda dans le texte sacré Mahâbhârata, du monstre du Loch Ness en Écosse, le Léviathan, ainsi que les mythes grecs de la Chimère, de l'Hydre de Lerne, du Minotaure et de la Méduse qui auraient été tous génétiquement modifiés en hybride par des extraterrestres. |    |                                                                      |                    |
| 18 | 03 | Les Secrets de l'arche perdue - Aliens and Sacred Places             | 11 août 2011       |
| L'épisode examine comment certains lieux les plus sacrés de l'humanité ont été précisément des points de contacts avec des extraterrestres, en citant et analysant par exemple le Mont du Temple et le Dôme du Rocher à Jérusalem, ainsi que la pierre de la Kaaba dans le sanctuaire de la Mecque qui serait arrivé sur Terre en provenance d'un autre monde. Il parle également du site d'Ajanta en Inde, des étranges églises rupestres de Lalibela en Éthiopie ainsi que de la ville antique de Baalbek au Liban qui aurait pu servir de piste d'atterrissage pour des OVNI. |    |                                                                      |                    |
| 19 | 04 | La Ruée vers l'or - Aliens and the Temples Of Gold                   | 18 août 2011       |
| L'épisode affirme que des anciens extraterrestres devaient descendre sur Terre avec l'intention d'extraire de l'or. Ceci explique les observations d'OVNI à proximité des villes de Eldorado, de Païtiti et du lac Piura au Pérou, où ces observations seraient expliquées par la présence d'or, ainsi que la recherche de ces matériaux pour effectuer diverses opérations alchimiques, comme celles de l'école des sorciers. L'épisode émet également l'hypothèse de la présence d'incroyables découvertes alchimiques d'origines étrangères dans l'église de Rennes-le-Château ainsi que l'échelle spirale des sculptures de la Chapelle de Rosslyn (Écosse) représenterait la forme de l'ADN humain. Cette chapelle abriterait en outre le Saint Graal. |    |                                                                      |                    |
| 20 | 05 | Les Rites sacrés - Aliens and Mysterious Rituals                     | 25 août 2011       |
| Les rites et rituels à travers le monde sont censés relier l'homme à une autre dimension. Mais avec qui, ou avec quoi, communiquons-nous ? Et les rituels actuelles tels que les festivals, les couronnements ou les funérailles sont-ils basés sur des tentatives de l'homme à imiter les anciens visiteurs extraterrestres ? Si oui, quels sont les rituels anciens qui pourraient trouver leurs origines dans un royaume qui n'est pas de ce monde ? |    |                                                                      |                    |
| 21 | 06 | Les Génies de l'antiquité - Aliens and Ancient Engineers             | 1 septembre 2011   |
| Les outils et la technologie des anciens bâtisseurs sont peut-être venus de lointaines galaxies. L'épisode suggère qu'une ancienne forteresse située en montagne au Pérou a été construite avec l'aide d'un laser et que les temples de Vijayanâgara en Inde ont été construits pour exploiter l'énergie cosmique. Que les monuments et statues en Égypte ont été réalisés d'une façon inexpliquée et qu'il existe un sanctuaire ancien situé à Malte contenant une chambre acoustique qui permet la communication interplanétaire. Si ces anciens constructeurs ont utilisé une technologie de pointe, alors on pourrait prouver que des extraterrestres ont visité la Terre il y a des milliers d'années.                                                 |    |                                                                      |                    |
| 22 | 07 | Extrêmes contaminations - Aliens, Plagues and Epidemics              | 8 septembre 2011   |
| Les scientifiques se posent continuellement des questions au sujet des souches de bactéries non identifiées aux origines mystérieuses. Est-ce que certains de nos fléaux et certaines épidémies les plus invalidantes proviennent de l'espace intersidéral, ou même d'une intervention extraterrestre ? Au cours de la peste noire du Moyen Âge, les gens de l'époque ont signalé des vases en bronze émettant un brouillard étrange pouvant contaminer les régions touchées par cette peste. En 2011, le scientifique de la NASA Richard Hoover a publié des preuves de vie dans les météorites. Il est donc possible que des extraterrestres dans l'antiquité - aussi petit que les microbes - aient façonné l'histoire humaine?                          |    |                                                                      |                    |
| 23 | 08 | Les Mondes oubliés - Aliens and Lost Worlds                          | 15 septembre 2011  |
| Des légendes mystérieuses et des ruines délabrées seraient tout ce qui reste des mondes perdus de notre planète. Pourrait-il y avoir une preuve de visites d'anciens visiteurs extraterrestres cachés parmi les objets des civilisations qui se sont éteintes ? Les sculptures étranges suggèrent que la ville maya de Copan a été gouvernée par les descendants des êtres d'un autre monde. Certains croient que l'ancienne Nazca a modifié leurs corps, et leur pays pour signaler aux dieux des étoiles de revenir. Ce sont les résultats surprenants de civilisations disparues ? |    |                                                                      |                    |
| 24 | 09 | Les Armes suprêmes - Aliens and Deadly Weapons                       | 22 septembre 2011  |
| Épées de fer forgé dans le feu, la poudre ayant la puissance de déchirer la chair humaine et des roquettes capables de détruire des villes entières. Tout au long de l'histoire, les progrès technologiques ont conduit à l'élaboration d'armes de plus en plus puissantes plus meurtrières que les précédentes. Mais ces armes meurtrières ont-elles été le produit de l'innovation humaine ou ont-elles été créés avec l'aide de quelqu'un d'autre, par exemple des extraterrestres ? |    |                                                                      |                    |
| 25 | 10 | La Source du mal - Aliens and Evil Places                            | 28 septembre 2011  |
| Pendant des milliers d'années il y a eu des endroits à travers le monde considéré comme dangereux pour les humains. Peut-être que ces lieux sont la clé d'une connexion avec un autre monde ? Sur la Montagne Noire en Australie, les mythes locaux parlent de dieu serpent et dans cet endroit des randonneurs disparaissent. Chaque année, des centaines de gens sont attirés par Aokigahara, une forêt sombre à la base du mont Fuji en Japon pour aller s'y suicider. Quelles sont les causes qui définissent ces lieux comme des lieux du mal ? Il peut y avoir des preuves que l'activité extraterrestre passée a conduit à la création d'une énergie négative dans ces endroits devenus néfastes sur notre Terre ?                                   |    |                                                                      |                    |
| 26 | 11 | Les Pères fondateurs de l'Amérique - Aliens and the Founding Fathers | 5 octobre 2011     |
| Quelle est la signification des messages secrets trouvés tout au long de Washington DC ? Peut-être que les pères fondateurs savaient quelque chose sur les étrangers antiques que le grand public ne connaît pas ? Et si oui, cela pourrait-il que cette connaissance soit incorporées dans les symboles, l'architecture et dans les documents des fondateurs des États-Unis d'Amérique ? |    |                                                                      |                    |
| 27 | 12 | Les Cultes du diable - Aliens and Deadly Cults                       | 12 octobre 2011    |
| Suicides de masse, sacrifices humains, tout au long de l'histoire... Certaines personnes ont affirmé avoir connaissance d'un autre monde, et ont conduit leurs partisans à commettre des actes horribles de violence. Sont-ils des illuminés ? Sont-ils des fous ? Ou peut-être entendent-ils des voix dans leurs têtes... voix d'origines extraterrestres ? Et si oui, simplement mal perçues ? En outre il peut-il y avoir des extraterrestres avec de sinistres intentions ? |    |                                                                      |                    |
| 28 | 13 | Les Secrets codés - Aliens and the Secret Code                       | 19 octobre 2011    |
| Et si des monuments mégalithiques étaient reliés entre eux par l'énergie électromagnétique... De vestiges préhistoriques construits sur de grandes distances en ligne droite... De savants calculs au niveau mathématique pour la construction de monuments sculptés depuis plus de 5000 ans. Ces bâtiments spectaculaires de l'Antiquité ont-ils été faits par l'être humain seul ou est-ce que leurs conceptions est en relation avec une interconnexion avec les visiteurs d'un autre monde ? |    |                                                                      |                    |
| 29 | 14 | Les Survivants - Aliens and the Undead                               | 26 octobre 2011    |
| Des zombies sortent de leurs tombes ... des vampires suceurs de sang damnés pour l'éternité ... et l'homme pris au piège dans une lutte pour la vie et la mort, entre le ciel et l'enfer. Depuis des millénaires, l'humanité a raconté des histoires de rencontres avec d'étranges créatures sans âme. Ces croyances ne sont que des objets artificiels ou il pourrait y avoir des origines extraterrestres lors de réunions avec les morts-vivants? |    |                                                                      |                    |
| 30 | 15 | Puissance divine - Aliens Gods and Heroes                            | 16 novembre 2011   |
| Force surhumaine ... pouvoirs surnaturels ... et l'incroyable capacité de voler. Tout au long de l'histoire, l'humanité a raconté des histoires incroyables des dieux avec des pouvoirs extraordinaires. Mais ce ne sont que des affabulations, ou pourraient-ils être basées sur des faits réels ? Ces mythes ont réellement existé, comme les théoriciens des anciens astronautes le croient. Et cela peut aider à expliquer la popularité durable de dieux, titans et autres soi-disant « super-héros »? |    |                                                                      |                    |
| 31 | 16 | Aux origines de l'homme - Aliens and the Creation of Man             | 23 novembre 2011   |
| Pourquoi les humains sont si différents de toutes les autres espèces sur la Terre ? Avons-nous évolué à partir de singes ou est-ce que notre intelligence est le résultat d'un contact avec une source d'un autre monde ? Des progrès inexpliqués dans l'évolution humaine pourraient être l'œuvre d'êtres interstellaires. |    |                                                                      |                    |

### Saison 04 (2012)
| № | #  | Titre                                                        | Première diffusion |
| --- | -- | ------------------------------------------------------------ | ------------------ |
| 32 | 01 | La Conspiration Maya - The Mayan Conspiracy                  | 17 février 2012    |
| Et si les anciens Mayas avaient reçu leurs connaissances des mathématiques et de l'astronomie par des extraterrestres ? L'épisode parle de l'ingénierie avancée de leurs villes, de l'utilisation d'outils en métal et de la roue. L'épisode parle aussi de leurs connaissances des événements célestes (tels que des changements des pôles) des milliers d'années avant le début de la culture, et d'un système d'écriture complexe, compris seulement par les dirigeants Mayas et les clercs entre eux. On y voit des objets sélectionnés comme le couvercle du sarcophage du roi K'inich Janaab' Pakal Ier de Palenque, qui est, dit-on une représentation d'un pilote d'une fusée. On y voit les têtes olmèques ainsi que le serpent à plumes sud-américain (dieu Kukulkan) représenté ailleurs dans le monde comme le Nāga et dragon chinois. |    |                                                              |                    |
| 33 | 02 | Les Prophéties de l'apocalypse - The Doomsday Prophecies     | 17 février 2012    |
| La civilisation Maya avait des connaissances approfondies en mathématiques et chronométrage. Des théories expliquent pourquoi les Mayas auraient antidaté leur calendrier long de 5125 ans soit 3114 avant J.-C. (plus de 3000 ans avant le début de leur civilisation) qui pourrait prendre fin le 21 décembre 2012. Le Tortuguero monument six et un Comalcalco de briques de boue suggèrent le retour d'un dieu des étoiles Bolon Yokte. On y parle des mythes de la création Popol Vuh, des manuscrits Chilam Balam et des monuments de Tikal (qui est suggéré avoir été construit pour imiter les Pléiades). |    |                                                              |                    |
| 34 | 03 | Roswell - The Greys                                          | 24 février 2012    |
| Les Petit-Gris, des êtres extraterrestres caractérisés comme ayant la peau gris pâle et de grosses têtes rondes avec de grands yeux noirs, auraient enlevé de nombreux humains pour leur faire des expériences médicales. On y parle également de l'incident de Roswell. L'épisode propose également que les gris peuvent avoir contacté les cultures humaines dans un passé lointain, comme les Indiens Hopi ou les Sumériens et que ces événements ont été conservés dans divers écrits anciens, des sculptures et des peintures rupestres. |    |                                                              |                    |
| 35 | 04 | Les Colères de la Terre - Aliens and Mega-Disasters          | 2 mars 2012        |
| Diverses civilisations anciennes ont été détruites par des catastrophes naturelles telles que des volcans, des tremblements de terre ou des inondations. Des êtres venus d'un autre monde ont peut-être joué un rôle dans ces événements catastrophiques. |    |                                                              |                    |
| 36 | 05 | Connexion avec la NASA - The NASA Connection                 | 9 mars 2012        |
| Différents rapports d'anciens scientifiques de la NASA et avec les astronautes, ainsi que des fichiers du gouvernement américain classifiés secret suggèrent que l'agence spatiale a été en contact avec des extraterrestres à la fois dans le passé récent et plus ancien. Ils propagent également plusieurs mensonges purs et simples, tels que le Docteur Farouk El-Baz choisit non seulement les sites d'atterrissages d'Apollo, mais aussi les dates et heures de ces atterrissages. Cet épisode parle également de la vie de Wernher von Braun. |    |                                                              |                    |
| 37 | 06 | La Légende de Puma Punku - Mystery of Puma Punku             | 16 mars 2012       |
| Les ruines de Puma Punku, situées en Bolivie et vieilles de 14000 ans sont l'héritage d'une ancienne civilisation ayant construit des monuments avec des blocs de pierre sophistiqués, finement sculptés et qui s'imbriquent parfaitement suggérant que ce site n'a pas été construit et habité par des humains, mais par des extraterrestres possédant une technologie avancée. |    |                                                              |                    |
| 38 | 07 | Le Yéti - Aliens and Bigfoot                                 | 23 mars 2012       |
| Bigfoot, une créature décrite comme mi-homme/mi-singe est traquée dans les forêts éloignées des hautes montagnes à travers le monde et suggère que la créature peut avoir des liens avec une espèce extraterrestre qui pourrait avoir visité la Terre. Il est également suggéré que les légendes de géants surnaturels tels que Goliath dans la Bible ou l'hybride Nephilim ou encore le sumérien Enkidu sont des histoires racontant l'interaction des humains avec ces créatures extraterrestres. |    |                                                              |                    |
| 39 | 08 | De Vinci : La Conspiration secrète - The Da Vinci Conspiracy | 7 avril 2012       |
| Il existe des inventions incroyables en avance sur leur temps, des tableaux contenant des messages cachés et des robots sophistiqués dessinés il y a plus de cinq siècles... Pour toutes ces créations Léonard de Vinci est considéré comme un génie. Des êtres venus d'ailleurs auraient-ils pu avoir une connexion secrète avec Léonard de Vinci ainsi que d'autres inventeurs de son époque ? |    |                                                              |                    |
| 40 | 09 | Les Voyageurs du temps - The Time Travelers                  | 28 avril 2012      |
| Certaines rencontres extraterrestres pourraient être le fait de nos descendants qui voyageraient dans le temps. Il est question d'une machine à voyager dans le temps nazie nommée Die Glocke, des connaissances astronomiques très avancées des Anasazi et des Sumériens, de voyage dans le temps dans la Bible et d'autres textes anciens, et enfin des connaissance actuelles qui pourraient ouvrir la porte sur le voyage temporel. |    |                                                              |                    |
| 41 | 10 | Le Mystère du stégosaure - Aliens and the dinosaurs          | 4 mai 2012         |
| L'homme et les dinosaures auraient pu coexister dans les temps anciens, les cultures humaines du passé ayant eu connaissance des animaux préhistoriques bien avant l'étude de la paléontologie. On examine une sculpture trouvée dans le Temple d'Angkor Wat qui peut être une représentation d'un stégosaure. On y regarde les milliers de pierres d'Ica au Pérou qui dépeignent de prétendues interactions entre humains et dinosaures et ensuite des fossiles de dinosaures du Valley State Park qui peuvent contenir simultanément des empreintes de dinosaures et des empreintes humaines. Il est également suggéré l'idée que les dinosaures ont été anéantis, et non par un impact d'astéroïde, mais par une extermination provoquée par des extraterrestres pour que les humains puissent devenir l'espèce dominante sur la Terre.         |    |                                                              |                    |

### Saison 05 (2012-2013)
| № | #  | Titre                                                            | Première diffusion |
| --- | -- | ---------------------------------------------------------------- | ------------------ |
| 42 | 01 | Les Pyramides : Structures de mystères - Secrets of the Pyramids | 21 décembre 2012   |
| Les chercheurs discutent des anciennes structures pyramidales comme celles de Bosnie, d'Égypte, de Russie ou dans toute la Méso-Amérique. |    |                                                                  |                    |
| 43 | 02 | Étranges Dissimulations - Aliens and Covers-Ups                  | 28 décembre 2012   |
| Les chercheurs discutent de comment les extraterrestres auraient caché les preuves de leurs visites. |    |                                                                  |                    |
| 44 | 03 | L'Énergie originelle - Alien Power Plants                        | 4 janvier 2013     |
| Une thèse défend que les pyramides et les obélisques d'Égypte étaient en fait des centrales électriques créant une énergie originelle à l'aide de quartz. On y parle des études de Nicola Tesla sur les ondes stationnaires. |    |                                                                  |                    |
| 45 | 04 | Orion : L'Ultime Frontière - Destination Orion                   | 11 janvier 2013    |
| Les chercheurs spéculent sur les raisons pour lesquelles les civilisations anciennes sont axées sur la constellation d'Orion. |    |                                                                  |                    |
| 46 | 05 | Einstein ou le génie extraterrestre - The Einstein Factor        | 18 janvier 2013    |
| Albert Einstein, Socrate, Leonard de Vinci, Nikola Tesla et Srinivasa Ramanujan pourraient avoir été en contact avec des extraterrestres. |    |                                                                  |                    |
| 47 | 06 | Le Secret des tombes - Secrets of the Tombs                      | 25 janvier 2013    |
| Des archéologues ont découvert un peu partout dans le monde de très anciennes sépultures et des écrits mystiques d'une grande similarité... Comment une telle ressemblance entre chaque tombeau de chaque culture est-elle possible ? Le design de ces tombes aurait-il été transmis par des extraterrestres ? |    |                                                                  |                    |
| 48 | 07 | Prophètes et Prophéties - Prophets and Prophecies                | 8 février 2013     |
| Les commandements divins ont changé le cours de l'histoire et les prophètes de l'Antiquité qui les ont reçus et transmis sont-ils des messagers de Dieu ou avaient-ils des connaissances venant de sources plus mystérieuses comme d'êtres extra-terrestres ? Pouvons-nous en trouver une preuve dans divers lieux ou écrits religieux ? L'épisode nous parle de la vie des prophètes Moïse ou Élie, de Bouddha ou même de Joseph Smith et sa vision de l'ange Moroni. Nous allons également à Persépolis où Zoroastre a "rencontré" un être magique nommé Ahura Mazda; à Delphes pour raconter l'histoire de la Pythie où enfin à Salon-de-Provence pour aborder la vie et les célèbres quatrains de Nostradamus. |    |                                                                  |                    |
| 49 | 08 | Nazca la vérité - Beyond Nazca                                   | 15 février 2013    |
| Le site archéologique de Nazca : des centaines de lignes géantes, certaines sous la forme d'animaux, de motifs géométriques et même un représentant un extraterrestre, s'étendent sur des kilomètres tout au long d'un désert péruvien et uniquement observables à distance par avion. Les savants sont divisés sur la question : qui les ont construites, et pourquoi ? Certains chercheurs pensent à la possibilité de la présence d'extraterrestres dans la réalisation du site de Nazca et que ces marques massives au sol ont une connexion extraterrestre et que les anciens habitants de la région ont peut-être créé ces figures gigantesques en hommage aux dieux qui les ont visités. Surtout sur l'un des plus grands gisements de nitrates dans le monde (un ingrédient clé dans le carburant pour fusées et armes !). Nazca aurait pu être une zone d'opération d'une l'exploitation minière d'êtres extraterrestres avancés dans un passé lointain ! |    |                                                                  |                    |
| 50 | 09 | Étranges Enlèvements - Strange Abductions                        | 22 février 2013    |
| Il existe à travers le monde de nombreux cas d'enlèvements par des extraterrestres. |    |                                                                  |                    |
| 51 | 10 | Le Cas dit Von Daniken - The Von Daniken Legacy                  | 5 avril 2013       |
| Erich von Däniken avait une théorie des anciens astronautes. Certains le voient comme un héros, d'autres comme un hérétique. On le voit dans ses conférences, on y entend les témoignages de nombre de ses fervents défenseurs. On visite la pyramide dit El Castillo au Mexique. |    |                                                                  |                    |
| 52 | 11 | Les Dieux vikings - The Viking Gods                              | 12 avril 2013      |
| Dès l'an 1000 sur leurs drakkars, les Vikings ont voyagé sur tous les océans septentrionaux, même jusqu'en Amérique (soit 500 ans avant Christophe Colomb). Leurs mythologies étaient composées de neuf mondes sur lesquels vivaient différents êtres magiques comme des Dieux, des Elfes ou bien des géants. Craints et/ou vénérés, les dieux Vikings montaient sur des chariots en feu et possédaient d'incroyables pouvoirs magiques qui faisaient trembler les hommes. Odin et ses corbeaux capables de parler aux Dieux, Thor et son étrange ceinture magique ou encore Freyr possédant un merveilleux bateau magique offert par le géant Loki. Ces dieux mystérieux auraient-ils une origine extraterrestre ou sortent-ils de notre imagination ? |    |                                                                  |                    |
| 53 | 12 | Les Monolithes - The Monoliths                                   | 19 avril 2013      |
| Des hommes ont construit sur l'Île de Pâques des têtes gigantesques dont une grande partie est enterrée dans la terre, des menhirs en particulier à Stonehenge, des obélisques en Égypte. On a retrouvé d'énormes boules de pierres en formes de sphères en Bosnie. Pourquoi avoir élevé ces monuments colossaux ? Forment-ils un réseau dicté et en connexion avec les extraterrestres ? |    |                                                                  |                    |

### Saison 06 (2013)
| № | #  | Titre                                                           | Première diffusion |
| --- | -- | --------------------------------------------------------------- | ------------------ |
| 54 | 01 | Le Chiffre trois - The Power of Three                           | 30 septembre 2013  |
| Les trois joyaux du bouddhisme, la trinité chrétienne, la triade a toujours eu une grande importance dans les religions. Les secrets de l'univers seront-ils révélés en étudiant le chiffre trois ? |    |                                                                 |                    |
| 55 | 02 | Les Crânes de cristal - The Crystal Skulls                      | 7 octobre 2013     |
| Les crânes de cristal sont un phénomène mondial qui n'a cessé de titiller l'imagination. |    |                                                                 |                    |
| 56 | 03 | L'Influence des Anunnaki - The Anunnaki Connection              | 14 octobre 2014    |
| L'histoire de Sumer : la Mésopotamie, son écriture cunéiforme et la guerre d'Irak en 2003 et des pillages exécutés à cette occasion. |    |                                                                 |                    |
| 57 | 04 | La Magie des dieux - Magic of the Gods                          | 21 octobre 2013    |
| Et si Merlin et sa magie révélaient une nature extraterrestre ? |    |                                                                 |                    |
| 58 | 05 | La Conspiration de Satan - The Satan Conspiracy                 | 28 octobre 2013    |
| Satan et le concept mondial de la figure du diable. |    |                                                                 |                    |
| 59 | 06 | Stratégies secrètes - Alien Operations                          | 1er novembre 2013  |
| Nombreuses sont les cultures qui évoquent des figures divines apportant la connaissance médicale à l'humanité : est-il possible que ces dieux aient été des extraterrestres ? |    |                                                                 |                    |
| 60 | 07 | Empereurs, Rois et Pharaons - Emperors, Kings and Pharaohs      | 8 novembre 2013    |
| Des puissants rois aux dynasties centenaires amassant de nombreuses richesses, ces chefs d'antan auraient-ils pu être en contact avec des forces extraterrestres ? Des rites de la famille royale d'Angleterre, au culte d'Osiris et d'Isis en Égypte avec Ramsès II se considérant comme l'incarnation d'Horus. Huángdì dit l'Empereur Jaune en Chine et de ses capacités surnaturelles, de l'Empereur Jinmu au Japon possédant ses trois cadeaux venus du soleil et en Inde de Rāma et de sa peau bleue. |    |                                                                 |                    |
| 61 | 08 | Mystérieuses Reliques - Mysterious Relics                       | 15 novembre 2013   |
| Les civilisations anciennes vénéraient toutes sortes de reliques : ces mystérieux objets pourraient-ils vraiment donner l'accès à la puissance divine ? Des morceaux de bois ayant composés la croix du Christ, au Saint-Suaire de Milan, jusqu'à la pierre noire de la Kaaba. |    |                                                                 |                    |
| 62 | 09 | Îles : Entre paradis et mystères - Aliens and Forbidden Islands | 29 novembre 2013   |
| Sur certains îles éloignées, il est fait question de visites extraterrestres. |    |                                                                 |                    |
| 63 | 10 | Les Pouvoirs de l'Arche d'alliance - Aliens and The Lost Ark    | 6 décembre 2013    |
| Et si l'Arche d'alliance révélait une technologie très avancée. |    |                                                                 |                    |
| 64 | 11 | Montagnes : Foyers des dieux - Aliens and Mysterious Mountains  | 13 décembre 2013   |
| Il existerait un lien entre certaines montagnes terrestres (Mont Olympe, etc.) et les extraterrestres. |    |                                                                 |                    |

### Saison 07 (2014)
| № | #  | Titre                                               | Première diffusion |
| --- | -- | --------------------------------------------------- | ------------------ |
| 65 | 01 | Passerelle céleste - Aliens and Stargates           | 24 janvier 2014    |
| Il existerait des portes ouvrant vers d'autres dimensions et une grotte qui serait la porte des enfers... Est-il possible que ces portes donnant sur d'autres univers existent vraiment sur Terre ? Ces fameuses "portes aux étoiles" représentent-elles le lien avec des civilisations extraterrestres ? |    |                                                     |                    |
| 66 | 02 | USA: United States of Aliens - Aliens in America    | 31 janvier 2014    |
| Les livres d'histoire nous disent-ils toute la vérité sur le passé de l'Amérique ? Des vestiges retrouvés aux quatre coins de ce continent et des légendes mystérieuses y circulant sont-ils la preuve que ce continent ait été en contact direct avec les extraterrestres ? |    |                                                     |                    |
| 67 | 03 | Les Enfants des étoiles - The Star Children         | 7 février 2014     |
| Le crâne de l'enfant des étoiles (en), le peuple des étoiles et les enfants aux yeux noirs. |    |                                                     |                    |
| 68 | 04 | Cacher pour mieux régner - Treasures of the Gods    | 14 février 2014    |
| Il existe de nombreux trésors mythiques comme le Sceau de Salomon, le trésor de Moctezuma II et l'Omphalos cachés à travers le monde. Rennes-le-Château, le site de Kanab dans l'Utah et la fameuse chambre B du Temple de Sree Padmanabhaswamy pourraient aussi receler des objets précieux. |    |                                                     |                    |
| 69 | 05 | Le Fantasme de Mars - Aliens and the Red Planet     | 21 février 2014    |
| La planète rouge a toujours fasciné les êtres humains. Est-ce pour sa couleur ou pour sa proximité avec la Terre ? Ou est-ce dû à une possible connexion avec des extraterrestres ? |    |                                                     |                    |
| 70 | 06 | Chamans : Les Sorciers du temps - The Shamans       | 28 février 2014    |
| Les chamans peuvent contrôler la nature, accéder à d'autres dimensions et communiquer avec des êtres qui peuvent être extraterrestres... Depuis des siècles, les chefs spirituels connus sous le nom de chamans conseillent, protègent et guérissent leurs peuples. Leurs cérémonies ne sont-elles que de simples traditions élaborées ou s'agit-il de rites surnaturels ? Ces guérisseurs mystiques détiennent-ils les preuves d'une intervention extraterrestre ? |    |                                                     |                    |
| 71 | 07 | Insectes : L'Au-delà miniature - Aliens and Insects | 7 mars 2014        |
| Dans une multitude de cultures sur Terre, les insectes sont vénérés, adorés, craints, même déifiés, comme les scarabées placés dans les momies égyptiennes et les hommes-fourmis. Mais au départ, ces créatures mi-animales et mi-Dieu sont-elles d'origine extra-terrestre ? |    |                                                     |                    |
| 72 | 08 | Tous aliens ? - Alien Breeders                      | 14 mars 2014       |
| L'espèce humaine aurait pu être manipulée génétiquement par des extraterrestres. |    |                                                     |                    |

### Saison 08 (2014)
| № | #  | Titre                                               | Première diffusion                                         |
| --- | -- | --------------------------------------------------- | ---------------------------------------------------------- |
| 73 | 01 | Transports alien - Alien Transports                 | 13 juin 2014 épisode spécial. Pas de version française.    |
| Les transports modernes pourraient avoir été influencés par les extraterrestres. |    |                                                     |                                                            |
| 74 | 02 | Les Structures mystérieuses - Mysterious Structures | 20 juin 2014 épisode special. Pas de version française.    |
| Les monolithes seraient l'œuvre des extraterrestres. |    |                                                     |                                                            |
| 75 | 03 | D'étranges appareils - Mysterious Devices           | 27 juin 2014 épisode special. Pas de version française.    |
| De mystérieux objets pourraient être extraterrestres ou avoir été influencés par ceux-ci. |    |                                                     |                                                            |
| 76 | 04 | Les Visages des Dieux - Faces of the Gods           | 25 juillet 2014 épisode special. Pas de version française. |
| Les anges et géants des histoires antiques pourraient être la preuve de visites extraterrestres. |    |                                                     |                                                            |
| 77 | 05 | Les Reptiliens - The Reptilians                     | 25 juillet 2014                                            |
| Les créatures reptiliennes sont souvent évoquées dans les œuvres de science-fiction. Des légendes d'êtres-serpents se retrouvent sur chaque continent depuis la nuit des temps. Toutes ces légendes pourraient-elles être vraies et les peuples du passé auraient-ils été en contact avec des êtres reptiliens venus de l'espace ? |    |                                                     |                                                            |
| 78 | 06 | L'Ère technologique - The Tesla Experiment          | 1er août 2014                                              |
| Les nombreux génies ayant fait avancer l'humanité, tel que Nicolas Tesla, ont-ils eu des contacts avec des extra-terrestres pour obtenir de telles connaissances ? |    |                                                     |                                                            |
| 79 | 07 | Révélation millénaire - The God Particle            | 8 août 2014                                                |
| Le Boson de Higgs surnommé "la Particule de Dieu" est cette particule subatomique qui confère sa masse à la matière et qui pourrait bien lever le voile sur les origines de l'Homme. Certaines religions anciennes affirment que le secret des origines leur a été transmis par des êtres venus d'un autre monde...                |    |                                                     |                                                            |
| 80 | 08 | Étranges Rencontres - Alien Encounters              | 15 août 2014                                               |
| Les extraterrestres pourraient être à l'origine des événements significatifs de notre histoire et auraient un contrôle sur notre destin. |    |                                                     |                                                            |
| 81 | 09 | Aliens et Super-humains - Aliens and Superheroes    | 22 août 2014                                               |
| Et si les légendes d'êtres surpuissants de l'Antiquité et des super-héros actuels étaient liés et le signe de rencontres avec des extraterrestres dans un passé lointain ? |    |                                                     |                                                            |

### Saison 09 (2014-2015)
| № | #  | Titre                                              | Première diffusion |
| --- | -- | -------------------------------------------------- | ------------------ |
| 82 | 01 | Les grottes secrètes - Forbidden Caves             | 31 octobre 2014    |
| Des grottes ont pu servir de portails de contact avec des extraterrestres, devenant une source d'inspiration pour diverses traditions mythologiques. |    |                                                    |                    |
| 83 | 02 | Les Mystères du Sphinx - Mysteries of the Sphinx   | 7 novembre 2014    |
| Le sphinx pourrait représenter un être étranger venu sur Terre il y a quelque 10 000 ans. |    |                                                    |                    |
| 84 | 03 | Sous surveillance extraterrestre - Aliens Among Us | 14 novembre 2014   |
| L'évolution de notre technologie ne serait pas de notre propre fait et nous serions surveillés par des entités étrangères. |    |                                                    |                    |
| 85 | 04 | La Force des Génies - The Genius Factor            | 21 novembre 2014   |
| Plusieurs grands scientifiques de l'histoire auraient pu être influencés par des sources extraterrestres. |    |                                                    |                    |
| 86 | 05 | Les Secrets des Momies - Secrets of the Mummies    | 28 novembre 2014   |
| L'utilisation mondiale de momification serait la preuve que les extraterrestres ont visité la Terre dans le passé. |    |                                                    |                    |
| 87 | 06 | Résurrection - Alien Resurrections                 | 5 décembre 2014    |
| Les histoires incroyables de résurrections des morts seraient la preuve que les extraterrestres ont visité la Terre dans un passé lointain. |    |                                                    |                    |
| 88 | 07 | Les Messages cachés - Alien Messages               | 19 décembre 2014   |
| Certaines messages étranges et énigmatiques pourraient nous aider à percer les mystères de l'univers et contacter des êtres extraterrestres. |    |                                                    |                    |
| 89 | 08 | Le Déluge - The Great Flood                        | 26 décembre 2014   |
| Les extraterrestres pourraient être responsables du Déluge relaté dans la Bible. |    |                                                    |                    |
| 90 | 09 | Influences - Aliens and the Civil War              | 10 avril 2015      |
| Des extraterrestres auraient influencé la guerre civile américaine. |    |                                                    |                    |
| 91 | 10 | Les Pyramides cachées - Hidden Pyramids            | 17 avril 2015      |
| |    |                                                    |                    |
| 92 | 11 | Les Disparus - The Vanishings                      | 24 avril 2015      |
| Des extraterrestres auraient transporté des personnes vers d'autres planètes, expliquant des disparitions mystérieuses dans l'histoire. |    |                                                    |                    |
| 93 | 12 | Ligne du temps - The Alien Agenda                  | 1er mai 2015       |
| Des êtres influenceraient l'histoire humaine depuis des milliers d'années, expliquant la Tour de Babel, la destruction de Lanka dans la mythologie hindoue, de Mohenjo-daro et de la bibliothèque d'Alexandrie, les allégations sur les extraterrestres de Paul Hellyer, l'Annunaki et la supposée technologie avancée et secrète des nazis. |    |                                                    |                    |

### Saison 10 (2015)
| № | #  | Titre                                                 | Première diffusion |
| --- | -- | ----------------------------------------------------- | ------------------ |
| 94 | 01 | Les Extraterrestres avant notre ère - Aliens B.C.     | 24 juillet 2015    |
| Une civilisation extraterrestre aurait habité la Terre dans un passé lointain. |    |                                                       |                    |
| 95 | 02 | Les Secrets de la Nasa - NASA's Secret Agenda         | 31 juillet 2015    |
| Les fusées mises au point par la NASA et Wernher von Braun pourraient avoir des origines extraterrestres. |    |                                                       |                    |
| 96 | 03 | Extraterrestres & Robots - Aliens and Robots          | 7 août 2015        |
| Les civilisations de l'Antiquité auraient utilisé des robots sophistiqués. |    |                                                       |                    |
| 97 | 04 | Les Forces du Mal - Dark Forces                       | 14 août 2015       |
| Grigori Raspoutine, la SS et Aleister Crowley seraient de connivence avec des entités d'un autre monde. |    |                                                       |                    |
| 98 | 05 | L'évolution extraterrestre - The Alien Evolution      | 21 août 2015       |
| Des vestiges préhistoriques montreraient des nombreuses espèces extraterrestres qui auraient habité la Terre. |    |                                                       |                    |
| 99 | 06 | L'autre planète Terre - The Other Earth               | 28 août 2015       |
| L'homme pourrait vite trouver de la vie sur d'autres planètes, les coloniser. Mais notre planète pourrait alors aussi être convoitée par des extraterrestres. Il y est question de l'exoplanète Kepler-452 b.                                                                 |    |                                                       |                    |
| 100 | 07 | Les créatures des profondeurs - Creatures of the Deep | 4 septembre 2015   |
| Les monstres aquatiques légendaires comme Kappa, Champ et le Kraken pourraient être des créatures exotiques qui proviennent de trous de ver sous-marins menant vers d'autres dimensions.                                                                                      |    |                                                       |                    |
| 101 | 08 | Cercles venus du ciel - Circles from the Sky          | 18 septembre 2015  |
| Les cercles de culture seraient des messages extraterrestres. |    |                                                       |                    |
| 102 | 09 | Les guerres extraterrestres - The Alien Wars          | 2 octobre 2015     |
| Il existerait de nombreuses races extraterrestres concurrentes visitant la Terre et en conflit les uns avec les autres depuis des milliers d'années. Selon des théoriciens, il existe des preuves que ces guerres ont effectivement eu lieu sur Terre dans un lointain passé. |    |                                                       |                    |
| 103 | 10 | Les zones interdites - The Forbidden Zones            | 9 octobre 2015     |
| L'idée que des êtres venus de l'espace nous aient visité dans le passé serait censuré aujourd'hui. La connaissance de visites extraterrestres pourrait être découverte dans des lieux interdits et protégés.                                                                  |    |                                                       |                    |

### Saison 11 (2016)
| №   | #  | Titre                                                   | Première diffusion |
| --- | -- | ------------------------------------------------------- | ------------------ |
| 104 | 01 | Les pyramides de l'Antarctique - Pyramids of Antarctica | 4 mai 2016         |
|     |    |                                                         |                    |
| 105 | 02 | Destination Mars - Destination Mars                     | 13 mai 2016        |
|     |    |                                                         |                    |
| 106 | 03 | Le nouvel humain - The Next Humans                      | 20 mai 2016        |
|     |    |                                                         |                    |
| 107 | 04 | Les nouvelles découvertes - The New Evidence            | 27 mai 2016        |
|     |    |                                                         |                    |
| 108 | 05 | Les visionnaires - The Visionaries                      | 10 juin 2016       |
|     |    |                                                         |                    |
| 109 | 06 | Décodage de l'œuf cosmique - Decoding the Cosmic Egg    | 17 juin 2016       |
|     |    |                                                         |                    |
| 110 | 07 | Les gardiens du savoir - The Wisdom Keepers             | 24 juin 2016       |
|     |    |                                                         |                    |
| 111 | 08 | Le conseil des Neuf - The Mysterious Nine               | 8 juillet 2016     |
|     |    |                                                         |                    |
| 112 | 09 | Le céleste Empire - The Hidden Empire                   | 15 juillet 2016    |
|     |    |                                                         |                    |
| 113 | 10 | Les prototypes - The Prototypes                         | 22 juillet 2016    |
|     |    |                                                         |                    |
| 114 | 11 | La Lune : une station spatiale - Space Station Moon     | 29 juillet 2016    |
|     |    |                                                         |                    |
| 115 | 12 | Les dossiers secrets russes - Russia's Secret Files     | 12 août 2016       |
|     |    |                                                         |                    |
| 116 | 13 | Au-delà de Roswell - Beyond Roswell                     | 19 août 2016       |
|     |    |                                                         |                    |
| 117 | 14 | Les contactés - The Returned                            | 26 août 2016       |
|     |    |                                                         |                    |
| 118 | 15 | Shiva le Destructeur - Shiva the Destroyer              | 2 septembre 2016   |
|     |    |                                                         |                    |

### Saison 12 (2017)
| №   | #  | Titre                                                    | Première diffusion |
| --- | -- | -------------------------------------------------------- | ------------------ |
| 119 | 01 | Les chasseurs d'Extraterrestres - The Alien Hunters      | 28 avril 2017      |
|     |    |                                                          |                    |
| 120 | 02 | Forgé par les Dieux - Forged by the Gods                 | 5 mai 2017         |
|     |    |                                                          |                    |
| 121 | 03 | Le Mystère de Rudloe Manor - The Mystery of Rudloe Manor | 12 mai 2017        |
|     |    |                                                          |                    |
| 122 | 04 | Les Architectes Extraterrestres - The Alien Architects   | 19 mai 2017        |
|     |    |                                                          |                    |
| 123 | 05 | La malédiction des Pharaons - The Pharaohs' Curse        | 26 mai 2017        |
|     |    |                                                          |                    |
| 124 | 06 | Les guerres de la science - The Science Wars             | 2 juin 2017        |
|     |    |                                                          |                    |
| 125 | 07 | La cité des Dieux - City of the Gods                     | 9 juin 2017        |
|     |    |                                                          |                    |
| 126 | 08 | La fréquence Extraterrestre - The Alien Frequency        | 16 juin 2017       |
|     |    |                                                          |                    |
| 127 | 09 | L'Opération Majestic Twelve - The Majestic Twelve        | 7 juillet 2017     |
|     |    |                                                          |                    |
| 128 | 10 | Les archives Akashiques - The Akashic Record             | 14 juillet 2017    |
|     |    |                                                          |                    |
| 129 | 11 | La voix des Dieux - Voices of the Gods                   | 21 juillet 2017    |
|     |    |                                                          |                    |
| 130 | 12 | L'agenda animalier - The Animal Agenda                   | 28 juillet 2017    |
|     |    |                                                          |                    |
| 131 | 13 | Les Réplicants - The Replicants                          | 4 août 2017        |
|     |    |                                                          |                    |
| 132 | 14 | Un Vaisseau de pierre- A Spaceship Made of Stone         | 11 août 2017       |
|     |    |                                                          |                    |
| 133 | 15 | Les disques Extraterrestres - The Alien Disks            | 8 septembre 2017   |
|     |    |                                                          |                    |
| 134 | 16 | Retour à Göbekli Tepe - Return to Göbekli Tepe           | 15 septembre 2017  |
|     |    |                                                          |                    |

### Saison 13 (2018-2019)
| №   | #  | Titre                                                   | Première diffusion |
| --- | -- | ------------------------------------------------------- | ------------------ |
| 135 | 01 | La Conspiration OVNI - The UFO Conspiracy               | 27 avril 2018      |
|     |    |                                                         |                    |
| 136 | 02 | Le Da Vinci Code interdit - Da Vinci's Forbidden Codes  | 4 mai 2018         |
|     |    |                                                         |                    |
| 137 | 03 | Les protocoles extraterrestres - The Alien Protocols    | 11 mai 2018        |
|     |    |                                                         |                    |
| 138 | 04 | Les trous noirs terrestres - Earth's Black Holes        | 18 mai 2018        |
|     |    |                                                         |                    |
| 139 | 05 | Les codes du désert - The Desert Codes                  | 25 mai 2018        |
|     |    |                                                         |                    |
| 140 | 06 | La zone 52 - Area 52                                    | 1er juin 2018      |
|     |    |                                                         |                    |
| 141 | 07 | Égypte : terre d'accueil - Earth Station Egypt          | 20 juillet 2018    |
|     |    |                                                         |                    |
| 142 | 08 | Sardaigne : l'île des géants - Island of the Giants     | 27 juillet 2018    |
|     |    |                                                         |                    |
| 143 | 09 | - The Taken                                             | 3 août 2018        |
|     |    |                                                         |                    |
| 144 | 10 | L'île de Pâques et les géants de pierre - The Sentinels | 10 août 2018       |
|     |    |                                                         |                    |
| 145 | 11 | Alliance secret défense - Russia Declassified           | 17 août 2018       |
|     |    |                                                         |                    |
| 146 | 12 | Mystérieuses météorites - They Came from the Sky        | 24 août 2018       |
|     |    |                                                         |                    |
| 147 | 13 | Intelligence artificielle - The Artificial Human        | 31 août 2018       |
|     |    |                                                         |                    |
| 148 | 14 | Mystères non résolus du passé - The Alien Phenomenon    | 4 janvier 2019     |
|     |    |                                                         |                    |
| 149 | 15 | Retour sur Mars - Return to Mars                        | 7 janvier 2019     |
|     |    |                                                         |                    |

### Saison 14 (2019)
| №   | #  | Titre                                                          | Première diffusion |
| --- | -- | -------------------------------------------------------------- | ------------------ |
| 150 | 01 | Activité extraterrestre en Antarctique - Return to Antarctica  | 31 mai 2019        |
|     |    |                                                                |                    |
| 151 | 02 | Le mystère du Badlands Guardian - The Badland's Guardian       | 7 juin 2019        |
|     |    |                                                                |                    |
| 152 | 03 | La découverte de l'élément 115 - Element 115                   | 14 juin 2019       |
|     |    |                                                                |                    |
| 153 | 04 | L'étoile de Sirius B - The Star Gods of Sirius                 | 21 juin 2019       |
|     |    |                                                                |                    |
| 154 | 05 | Le mystère des créatures sous-marines - They Came from the Sea | 28 juin 2019       |
|     |    |                                                                |                    |
| 155 | 06 | Les secrets Mayas - Secrets of the Maya                        | 5 juillet 2019     |
|     |    |                                                                |                    |
| 156 | 07 | Les traces de la mythologie celtique - The Druid Connection    | 19 juillet 2019    |
|     |    |                                                                |                    |
| 157 | 08 | Entités reptiliennes - The Reptilian Agenda                    | 26 juillet 2019    |
|     |    |                                                                |                    |
| 158 | 09 | L'origine des épidémies - The Alien Infection                  | 2 août 2019        |
|     |    |                                                                |                    |
| 159 | 10 | Projet hybride - Project Hybrid                                | 9 août 2019        |
|     |    |                                                                |                    |
| 160 | 11 | Activité paranormale - The Trans-Dimensionals                  | 16 août 2019       |
|     |    |                                                                |                    |
| 161 | 12 | Les îles de feu - Islands of Fire                              | 23 août 2019       |
|     |    |                                                                |                    |
| 162 | 13 | Le code des constellations - The Constellation Code            | 30 août 2019       |
|     |    |                                                                |                    |
| 163 | 14 | Les secrets du nucléaire - The Nuclear Agenda                  | 6 septembre 2019   |
|     |    |                                                                |                    |
| 164 | 15 | La mystérieuse montagne - The Alien Mountain                   | 4 octobre 2019     |
|     |    |                                                                |                    |
| 165 | 16 | Capacités inexploitées - The Alien Brain                       | 11 octobre 2019    |
|     |    |                                                                |                    |
| 166 | 17 | Le mystère de Stonehenge - The Secrets of Stonehenge           | 18 octobre 2019    |
|     |    |                                                                |                    |
| 167 | 18 | La nourriture des Dieux - Food of the Gods                     | 1er novembre 2019  |
|     |    |                                                                |                    |
| 168 | 19 | Hiéroglyphes humains - Human Hieroglyphs                       | 8 novembre 2019    |
|     |    |                                                                |                    |
| 169 | 20 | Zone 51 : secret gouvernemental - The Storming of Area 51      | 15 novembre 2019   |
|     |    |                                                                |                    |
| 170 | 21 | Un secret bien gardé - Countdown to Disclosure                 | 22 novembre 2019   |
|     |    |                                                                |                    |
| 171 | 22 | Les secrets des exoplanètes - Secrets of the Exoplanets        | 29 novembre 2019   |
|     |    |                                                                |                    |

### Saison 15 (2020)
| №   | #  | Titre                                                              | Première diffusion |
| --- | -- | ------------------------------------------------------------------ | ------------------ |
| 172 | 01 | La Mystérieuse cité Perdue de Nan Madol - The Mystery of Nan Madol | 25 janvier 2020    |
|     |    |                                                                    |                    |
| 173 | 02 | Les reliques de Roswell - The Relics of Roswell                    | 1er février 2020   |
|     |    |                                                                    |                    |
| 174 | 03 | Chili: l'eldorado du surnaturel - Destination Chile                | 8 février 2020     |
|     |    |                                                                    |                    |
| 175 | 04 | - The Real Men in Black                                            | 15 février 2020    |
|     |    |                                                                    |                    |
| 176 | 05 | Bâtisseurs de l'ancien monde - The Mystery of the Stone Giants     | 22 février 2020    |
|     |    |                                                                    |                    |
| 177 | 06 | Le Monde d'avant - The World Before Time                           | 29 février 2020    |
|     |    |                                                                    |                    |
| 178 | 07 | Les origines de l'humanité - They Came from The Pleiades           | 7 mars 2020        |
|     |    |                                                                    |                    |
| 179 | 08 | La machine à remonter le temps - The Immortality Machine           | 14 mars 2020       |
|     |    |                                                                    |                    |
| 180 | 09 | Le mystère de la métamorphose - The Shapeshifters                  | 21 mars 2020       |
|     |    |                                                                    |                    |
| 181 | 10 | Le Ranch de l'étrange - The Mystery of Skinwalker Ranch            | 28 mars 2020       |
|     |    |                                                                    |                    |
| 182 | 11 | L'étude des ovnis - The Ultimate Guide to UFOs                     | 11 avril 2020      |
|     |    |                                                                    |                    |
| 183 | 12 | Connexions présidentielles - Aliens and the Presidents             | 18 avril 2020      |
|     |    |                                                                    |                    |

### Saison 16 (2020-2021)
| №   | #  | Titre                                                                     | Première diffusion |
| --- | -- | ------------------------------------------------------------------------- | ------------------ |
| 184 | 01 | Le chiffre divin - The Divine Number                                      | 13 novembre 2020   |
|     |    |                                                                           |                    |
| 185 | 02 | Le royaume des dieux - The Lost Kingdom                                   | 20 novembre 2020   |
|     |    |                                                                           |                    |
| 186 | 03 | Symbole Cryptique - The Galactic Keyhole                                  | 4 décembre 2020    |
|     |    |                                                                           |                    |
| 187 | 04 | Les géants de la méditerranée - Giants of the Mediterranean               | 11 décembre 2020   |
|     |    |                                                                           |                    |
| 188 | 05 | La Bible interdite - The Forbidden Bible                                  | 18 décembre 2020   |
|     |    |                                                                           |                    |
| 189 | 06 | La théorie des anciens astronautes - William Shatner Meets Ancient Aliens | 12 février 2021    |
|     |    |                                                                           |                    |
| 190 | 07 | Objets non identifiés - Impossible Artifacts                              | 19 février 2021    |
|     |    |                                                                           |                    |
| 191 | 08 | Les voyageurs du cosmos - The Space Travellers                            | 26 février 2021    |
|     |    |                                                                           |                    |
| 192 | 09 | Les pionniers de l'ufologie - The UFO Pioneers                            | 5 mars 2021        |
|     |    |                                                                           |                    |
| 193 | 10 | Le code harmonique - The Harmonic Code                                    | 12 mars 2021       |
|     |    |                                                                           |                    |

### Saison 17 (2021)
| №   | #  | Titre                                                               | Première diffusion |
| --- | -- | ------------------------------------------------------------------- | ------------------ |
| 194 | 01 | Les secrets des Incas - The Lost City of Peru                       | 6 août 2021        |
|     |    |                                                                     |                    |
| 195 | 02 | Le top 10 des sites les plus mystérieux - Top Ten Mysterious Sites  | 13 août 2021       |
|     |    |                                                                     |                    |
| 196 | 03 | Le top 10 des découvertes interdites - Top Ten Alien Cover-Ups      | 20 août 2021       |
|     |    |                                                                     |                    |
| 197 | 04 | Le mystère du mont Shasta - The Mystery of Mount Shasta             | 17 septembre 2021  |
|     |    |                                                                     |                    |
| 198 | 05 | Expérimentation humaine - The Human Experiment                      | 24 septembre 2021  |
|     |    |                                                                     |                    |
| 199 | 06 | Le top 10 des rencontres extraterrestres - Top Ten Alien Encounters | 1er octobre 2021   |
|     |    |                                                                     |                    |
| 200 | 07 | Le top 10 des artefacts extraterrestres - Top Ten Alien Artifacts   | 8 octobre 2021     |
|     |    |                                                                     |                    |

### Saison 18 (2022)
| №   | #  | Titre                                                                                       | Première diffusion |
| --- | -- | ------------------------------------------------------------------------------------------- | ------------------ |
| 201 | 01 | Ovnis : la vérité révélée - The Disclosure Event                                            | 7 janvier 2022     |
|     |    |                                                                                             |                    |
| 202 | 02 | Le mystère des pierres debout - Mystery of the Standing Stones                              | 14 janvier 2022    |
|     |    |                                                                                             |                    |
| 203 | 03 | Les secrets des temples sacrés - Beneath the Sacred Temples                                 | 21 janvier 2022    |
|     |    |                                                                                             |                    |
| 204 | 04 | Le monde en alerte - The World on Alert                                                     | 28 janvier 2022    |
|     |    |                                                                                             |                    |
| 205 | 05 | Les mystères de l'Arche d'alliance - Recovering the Ark of the Covenant                     | 11 février 2022    |
|     |    |                                                                                             |                    |
| 206 | 06 | - Secrets of the Star Ancestors                                                             | 18 février 2022    |
|     |    |                                                                                             |                    |
| 207 | 07 | - Alien Air Force                                                                           | 25 février 2022    |
|     |    |                                                                                             |                    |
| 208 | 08 | Les personnes de l'ombre - The Shadow People                                                | 4 mars 2022        |
|     |    |                                                                                             |                    |
| 209 | 09 | Le secret des dragons - Decoding the Dragon Gods                                            | 11 mars 2022       |
|     |    |                                                                                             |                    |
| 210 | 10 | Une histoire de temps - The Time Benders                                                    | 18 mars 2022       |
|     |    |                                                                                             |                    |
| 211 | 11 | Spécial : Incroyables structures - Ancient Aliens on Location: Incredible Structures        | 8 juillet 2022     |
|     |    |                                                                                             |                    |
| 212 | 12 | Spécial : Rencontres extraordinaires - Ancient Aliens on Location: Extraordinary Encounters | 15 juillet 2022    |
|     |    |                                                                                             |                    |
| 213 | 13 | Spécial : Décodage des glyphes - Ancient Aliens on Location: Decoding the Alien Glyphs      | 22 juillet 2022    |
|     |    |                                                                                             |                    |
| 214 | 14 | Spécial : Enquête sur les ovnis - Ancient Aliens on Location: The UFO Investigations        | 29 juillet 2022    |
|     |    |                                                                                             |                    |
| 215 | 15 | Spécial : Mystérieuses reliques - Ancient Aliens on Location: Mysterious Artifacts          | 5 août 2022        |
|     |    |                                                                                             |                    |
| 216 | 16 | Spécial : Enquêtes à travers le monde - Ancient Aliens on Location: Evidence of Alien Life  | 12 août 2022       |
|     |    |                                                                                             |                    |
| 217 | 17 | Les légendes irlandaises - The Shining Ones                                                 | 19 août 2022       |
|     |    |                                                                                             |                    |
| 218 | 18 | Le mythe des immortels - Journey to Immortality                                             | 26 août 2022       |
|     |    |                                                                                             |                    |
| 219 | 19 | Les royaumes sous terrains - Secrets of Inner Earth                                         | 9 septembre 2022   |
|     |    |                                                                                             |                    |
| 220 | 20 | Le retour des dieux égyptiens - Return of the Egyptian Gods                                 | 16 septembre 2022  |
|     |    |                                                                                             |                    |

### Saison 19 (2023)
| №   | #  | Titre                                                                        | Première diffusion |
| --- | -- | ---------------------------------------------------------------------------- | ------------------ |
| 221 | 01 | Ovnis : les points de contacts - The Hotspots Connection                     | 6 janvier 2023     |
|     |    |                                                                              |                    |
| 222 | 02 | Les mystères des cercles de culture - The Crop Circle Code                   | 13 janvier 2023    |
|     |    |                                                                              |                    |
| 223 | 03 | Le mystère de la civilisation perdue - Mystery of the Lost Civilization      | 20 janvier 2023    |
|     |    |                                                                              |                    |
| 224 | 04 | Le pouvoir des obélisques - The Power of the Obelisks                        | 3 février 2023     |
|     |    |                                                                              |                    |
| 225 | 05 | Investigation extraterrestres : secrets dévoilés - The MUFON Files           | 10 février 2023    |
|     |    |                                                                              |                    |
| 226 | 06 | Chocs cosmiques : les forces cachées de l'univers - Cosmic Impacts           | 17 février 2023    |
|     |    |                                                                              |                    |
| 227 | 07 | Rencontre du cinquième type - Close Encounters of the Fifth Kind             | 24 février 2023    |
|     |    |                                                                              |                    |
| 228 | 08 | Alaska : les mystères cachés - The Mysteries of Alaska                       | 3 mars 2023        |
|     |    |                                                                              |                    |
| 229 | 09 | Des aliens en périmètre aérien - Aliens in our Airspace                      | 10 mars 2023       |
|     |    |                                                                              |                    |
| 230 | 10 | Les mystérieux géants de Malte - The Giants of Malta                         | 17 mars 2023       |
|     |    |                                                                              |                    |
| 231 | 11 | Le top 10 des pyramides - The Top Ten Pyramid Sites                          | 30 juin 2023       |
|     |    |                                                                              |                    |
| 232 | 12 | Le top 10 des artefacts les plus mystérieux - The Top Ten Mysterious Devices | 7 juillet 2023     |
|     |    |                                                                              |                    |
| 233 | 13 | Le top 10 des îles les plus mystérieuses - The Top Ten Mysterious Islands    | 14 juillet 2023    |
|     |    |                                                                              |                    |
| 234 | 14 | Le top 10 des vaisseaux aliens - The Top Ten Alien Craft                     | 21 juillet 2023    |
|     |    |                                                                              |                    |
| 235 | 15 | Edgar Cayce : Le Nostradamus américain - Edgar Cayce: The Sleeping Prophet   | 4 août 2023        |
|     |    |                                                                              |                    |
| 236 | 16 | Les dieux de Grèce - The Gods of Greece                                      | 11 août 2023       |
|     |    |                                                                              |                    |
| 237 | 17 | Les nouveaux chasseurs d'Ovnis - The New UFO Hunters                         | 18 août 2023       |
|     |    |                                                                              |                    |
| 238 | 18 | Le pouvoir du talisman - The Power of the Talisman                           | 25 août 2023       |
|     |    |                                                                              |                    |
| 239 | 19 | - The Top Ten Mysteries of the Deep                                          | 8 septembre 2023   |
|     |    |                                                                              |                    |
| 240 | 20 | Le top 10 des pétroglyphes aliens - The Top Ten Alien Petroglyphs            | 15 septembre 2023  |
|     |    |                                                                              |                    |

## Les différents intervenants
- Philip Coppens, auteur et journaliste
- Erich von Däniken
- Aidan Dodson, égyptologue
- William Henry, auteur de The light of Sion
- David Icke
- Rick Ross, directeur de l'Institut Ross pour l'étude des cultes
- Covington Scott Littleton
- Zecharia Sitchin
- Giorgio A. Tsoukalos, partisan de l'idée que d'anciens astronautes ont interagi avec les civilisations anciennes
- Robert Bauval
- William Bramley, auteur des Dieux du Paradis
- Michael D. Coogan, professeur au Séminaire Harward Divinity
- Peter Fiebag, auteur de La Machine de l'Éternité
- Patrick Flanagan, auteur de Le pouvoir des pyramides
- Sara Seager, astronome
- Michio Kaku, physicien

## Confrontation avec des théories scientifiques
À aucun moment, la série ne confronte ses hypothèses à celles des théories développées par la communauté scientifique des historiens ou des archéologues ayant travaillé sur les mêmes éléments et ayant abouti à des conclusions radicalement différentes. D'un autre côté, la théorie des anciens astronautes n'a jamais été sérieusement considérée comme une théorie scientifique par les historiens ou les archéologues.
Un site web, Ancient Aliens Debunked (en anglais), propose une réfutation des théories exposées dans la série télévisée, en particulier celle des anciens astronautes mise en avant par des gens comme Erich von Däniken et Zacharia Sitchin.
Une coproductrice de l'émission a déclaré que les faits étaient toujours arrangés pour coller au thème de l'émission.

## Répercussions dans les médias et le monde du spectacle
En juin 2011, dans une interview donnée pour le magazine Rolling Stone, la chanteuse Katy Perry a déclaré qu'elle était devenue « obsédée » par cette série[réf. nécessaire]. L'actrice Megan Fox, en mars 2012, a fait remarquer qu'elle aimait la série Ancient Aliens.
En France le samedi soir, cette série permet à RMC Découverte d'avoir une audience excellente et d'être ainsi le samedi soir la première chaîne en audience en France des nouvelles chaînes en diffusion HD.[réf. nécessaire]